# Achatinidae
Achatinidae – rodzina lądowych ślimaków trzonkoocznych (Stylommatophora). Obejmuje ponad 1000 gatunków, w tym największe ślimaki lądowe świata. W starszym ujęciu systematycznym, obejmującym jedynie obecną podrodzinę Achatininae, zasięg rodziny obejmował tylko Afrykę Subsaharyjską i pobliskie wyspy; w ujęciu obecnym, po wchłonięciu rodziny Subulinidae, zasięg Achatinidae obejmuje strefę tropikalną i subtropikalną całego świata. Zajmują różnorodne siedliska: od pustynnych, przez sawanny i lasy, po góry. Niektóre gatunki (zwłaszcza inwazyjny Lissachatina fulica) zostały szeroko rozprzestrzenione przez człowieka w strefie tropikalnej i subtropikalnej, a niekiedy także umiarkowanej. W cieplarniach w Polsce czasami bywa notowana zawleczona tu subulina karliczka (Opeas pumilum). Niektóre gatunki są zbierane w celach konsumpcyjnych lub hodowane jako zwierzęta ozdobne.
Achatinidae mają jajowatą, wydłużoną muszlę i bardzo zmienną anatomię dróg rodnych. U wszystkich gatunków występuje dobrze rozwinięta osłona narządu kopulacyjnego. 
Rodzajem typowym rodziny jest Achatina. W zapisie kopalnym znane są z plejstocenu.

## Podział systematyczny
Jeszcze w pierwszej dekadzie XXI wieku w oparciu o dane morfologiczne (budowa muszli i dróg rodnych) w obrębie rodziny wyróżniano trzy podrodziny:
- Achatininae
- Callistoplepinae
- Limicolariinae

W 2017 roku w oparciu o badania filogenetyczne Bouchet et al. wyróżnili już 12 podrodzin, degradując dwie z powyższych podrodzin do rangi plemion oraz włączając do Achatinidae podrodziny wydzielane wcześniej do osobnej rodziny Subulinidae; podział ten przyjęła też baza MolluscaBase:
- Achatininae Swainson, 1840
  - plemię Achatinini Swainson, 1840
  - plemię Callistoplepini Mead, 1994
  - plemię Limicolariini Schileyko, 1999
- Coeliaxinae Pilsbry, 1907
- Cryptelasminae Germain, 1916
- Glessulinae Godwin-Austen, 1920
- Opeatinae Thiele, 1931
- Petriolinae Schileyko, 1999
- Pyrgininae Germain, 1916
- Rishetiinae Schileyko, 1999
- Rumininae Wenz, 1923
- Stenogyrinae P. Fischer & Crosse, 1877
- Subulininae P. Fischer & Crosse, 1877
- Thyrophorellinae Girard, 1895

Dwóch rodzajów kopalnych nie udało się przypisać do żadnej z podrodzin:
- Arabicolaria Harzhauser & Neubauer, 2016 †
- Pacaudiella Harzhauser & Neubauer, 2016 †

Badania molekularne przeprowadzone na wąskiej grupie gatunków potwierdziły monofiletyzm rodziny.